# خراييم
خراييم هي قرية في مقاطعة نير، إيران. عدد سكان هذه القرية هو 60 في سنة 2006.